# قبيلة العوابثة
قبيلة العوابثة (العوبثاني) هي إحدى قبائل مراد المذحجية واكثرها انتشارا وتعددا وتعد من ابرز قبائل مذحج، تنقسم القبيلة لثلاث افرع : بازار - بعنس - ال الشير. وتسكن في محافظتي حضرموت والمهرة شرق اليمن ولهم فرع في محافظة ابين. وشكلت مزيجًا فريدًا بين السلطة القبلية والسلطة السياسية، وهي من اكثر القبائل تأثيرا في اقليم حضرموت

## نسب قبيلة العوابثة
قبيلة العوابثة هي من القبائل العربية التي تسكن الجزيرة العربية وتمتد أصولها من عوبثان بن زاهر بن مراد بن مذحج بن ادد بن زيد بن يشجب بن عريب بن زيد بن كهلان بن عامر"سبأ" بن يشجب بن يعرب بن قحطان بن شالخ بن أرفخشذ بن سام بن نوح عليه السلام .وقال الإمام ابن حزم في جمهرة انساب العرب:
من ولد زاهر بن يحابر: قيس بن المكشوح، واسم المكشوح هبيرة، بن عبد يغوث بن الغزيل بن سلمة بن عامر بن عوبثان بن زاهر بن مراد؛ ومن ولده رهط الحارث بن عبد الله بن سعيد بن محمد بن سعيد بن خلاد بن يزيد بن معاوية بن قيس بن المكشوح؛ و"بكر بلة" بنو فلان؛ وبنو الحصين. ومنهم الربض والصنابح، بطنان؛ ومن بني الربض: صفوان بن عسال بن الربض بن زاهر، صاحب رسول الله -صلى الله عليه وسلم-؛ ومن الصنابح: أبو عبد الله الصنابحي. مضى بنو "مراد بن مالك بن" أدد بن زيد بن يشجب بن عريب بن زيد بن كهلان بن سبأ. فأولد عوبثان، فولد عوبثان عمرا وعامرا، فولد عامر سلمة وزاهرا وبدا وسمرة وعادا وودا وقيسا ومالكا وجدل، منهم قيس بن هبيرة بن المكشوح بن عبد يغوث بن الغزيل بن سلمة بن بدا بن عامرا بن عوبثان بن زاهر بن مراد، كان قيس بن هبيرة فارس مذحج وهو قاتل الأسود العنسي الكذاب الذي تنبأ بصنعاء، وكان هبيرة سيد مراد وإنما سمي هبيرة المكشوح لأنه كشح بطعنه ومن ولد زاهر بن عامر بن عوبثان بن زاهر ابن مراد وقال الربض وهبا ونماد واعلى وانعم وبدول وصليان ، وكانت مضر تسمى دوما غدر فقال السيد ليس بغدر ولكن حبطي مضر ومنهم صفوان بن عسال بن الربض صحابي جليل من اصحاب الرسول صلى الله علية وسلم.

## بعض الصحابة والتابعين من العوابثة
- قيس بن المكشوح الغزيلي العوبثاني
- عبد الرحمن بن عسيلة الصنابحي العوبثاني
- صفوان بن عسال الربضي العوبثاني
- عبدالله بن ابي مرة الزوفي العوبثاني

## آل بازار
1-(آل سالم) وهم:
بن كردوس
بن فاجع
بلعمش
البوري
الساحلي
2-(آل على) وهم:
بلجبلي
باحسابي
بن عداس
كنيد
الفعم
بن صعفيق
برعود
بن عجلان
3-(الصباريين) وهم :
بن مصيقر
بن سويد
بن هلم
بن فلح
بن سهل
بن مندعي
بن حمدين
الروازع
باصباح
4-(آل حمد) وهم:
بن قديم
بن الدوم
بن عمران
آل بكر
5-(الفلاهيم) وهم:
برزحان
بن قصعان
بن طراد
باتوبة
باضرس
6-( بازار الساحل) وهم:
دار سعيد بازار
دار بلعبد بازار
دار سالمين بازار
آل برشيد
7-(بنا علي) وهم:
بن عكاس
التغمي
ال طرابز
بن سومان
بابهيش
بن دويس
8-(آل عمر باعمر) وهم:
1-(آل سعيد بن عمر) وهم:
بن مردوف
بن الحصن
آل بابكر
بن بشر
2-(آل شداد بن عمر) وهم:
بن محمد
البعوض
الدويل
الميه
بن الشيبه
آل غلاس
وقد تفرعت من هذه الديار ديار مثل القبيلي والسلطان وغيرهم.

## آل بعنس
1-آل البكـر (آل حســن) وهم:
بـاذيــــاب
بـاكـويرى
بن عبـــودان
بن عمر بن حسـن( ومنهم دار الخير).
2-(القــوازحـــه) وهم :
برهيــــش
بلقـــوزح
بن شمـــل
الهوطلـــي
بـاعمــر
حيلــوط
الدلــــخ
3-(آل محــركــه) وهم:
بن محـــركــه
بن جميــــل
آل الغـازى
باعمــــــر
4-(آل علي) وهم:
بن عـلييـــن
بن قـــروان
بن صــادق
بن عجــــران
وهـــــاس
5-(المكـادشــه) وهم :
بلكـــدش
النهـــدي
بن سيبـــدان
6-(الصـعـران) وهم :
بلصعـــر
بلحـــار
بن مقشـــاط

## آل الشير
1-( بن مجشر ) وهم :
آل حسن
آل عمر
آل علي ( ال بوثلث )
الكنادشه
المراديف
2-( آل مانع ) وهم :
1-الرماضين وهم :
آل عمر بن مانع
آل حسن بن مانع (ال علي بن حسن, ال سالمين بن حسن)
آل مانع بن حسن (ال باللجهر)
آل حطبان
2-الملاكيش وهم :
آل حمد بن مانع
آل عبدالله بن مانع
3-(القلازمـه)
4-(بن كندش)
5-(بن قحطان)
6-(العاكـف)
7-(بلحيقي)

## العوابثة في المهرة
1- (آل سعيد بن قبز) :
وينقسمون إلى أ. بيت عبد الله وهذا الاخير بدوره ينقسم إلى بيت طمطيم بن
برك بن عبيد بن سعيد بن عبد الله و بيت عبدي بن محمد بن زغيفان بن عبد
الله. ب. بيت حمد بكورز وينقسم إلى بيت كرامه بن عبد الله بن حمد وسوحلي بن
عبد الله بن حمد.
بيت حميد وينقسمون إلى أ. بيت نوخذه بن عبد الله بن محمد بن حميد ب. بيت
الاثنين بن سعد بن محمد بن حميد ج. بيت سالم بن محمد بن حميد .
بيت محامودي وينقسم إلى أ. راشد بن سليمون ب. محمد بن سليمون.
هناك فروع اخرى وهم بيت سالم بن عوض . بيت عبد الله بن سالمين. بيت سعد بن
عاشور. بيت عبد ربه بن حمد ، وايضا دار بن النميري أو كما تسمى في المهره
ببيت النميري من بيت قبز.
2- (بن سويري):
وينقسمون إلى : أ.بيت اللبد وهم بيت واحد ( بيت محمد بن سعيد بن محمد بن
اللبد بن عبيد بن سويري) ب. بيت سالمين وهم بدورهم ينقسمون إلى (بيت حمد بن
عوض بن سعيد بن سالمين بن خنيبين بن سالمين، وبيت سونيح بن مبارك بن
خنيبين بن سالمين) حسب التقسيه المعروفه لدى قبيلة بن عوبثان (بيت اللبد،
بيت سالمين، بيت مبارك). وايضا بيت عيسى ويعرفون كذلك ببيت بطيطي.
3- ( بن مزين ) واصلهم من ال مجشر (بيت دلوم )
4- (بن النمر) :
(بيت الخميس، بيت علي غنمت وينقسم غنمت إلى بيت سالم، بيت محمد ، بيت غانم )
وهناك بيت حطيط وبيت فرتيك وبيت عكاس والذين يرجعون إلى أصل أنهم أخوة
للنمر ، ويطلق على بيوتهم الأربع مسمى بيت الهدام.
5- بن محيسن (الزيدية)
وينقسمون إلى أ. بيت بخيت وهم بيت سعد بن عاطميس ب. بيت محيسن وهم بيت سالم
بن هاشل وبيت سالم بن فراط وبيت محمد نسيعه بن الكشم.

## العوابثة في ابين
قبيلة آل شداد(الشدادي) يرجع نسب هذه القبيلة الي شداد بن عمر باعمر و يتواجدون في محافظة ابين وينقسم ال شداد الى ٧ اقسام كل قسم ينقسم الى عدة بيوت:
1- (آل عوبقه) وهم:
بيت المعقلة منهم الشيخ محمد علي بن سالم الشدادي نائب رئيس مجلس النواب ابن الشيخ علي بن سالم الشدادي الذي قاد جبهة التحرير ضد المستعمر البريطاني وقتلته الجبهة القومية في مزرعتة الشهير بحصن شداد.
2-(آل باخش) وهم:
آل خيره
آل صينيه
آل زياده
آل القوس
الطهش
3- آل علي (اهل ميه)وهم: يسكنون وادي مريب غرب قرن امكلاسي وارضهم من الوادي الى الحيد خور الذياب وسمو بهذا الاسم لانهم قدموا للسلطنة الفضلة ميه مقاتل في حرب يافع التي انتصر بها ال فضل
4-(آل عوض بن علي) وهم: اهل مساعد و اهل الصالحي ، ويسكنون حصن شداد
5-(آل صالح بن علي) وهم : اصحاب رؤوس الاموال والتجارة بالقبيلة يملكون ٩٠ من الأراضي الزراعية في أبين ولهم نفوذ سياسي وجاه على مستوى المحافظة منهو ممثل دائرة المؤتمر في محافظة أبين اكرم محسن الحاج الشدادي رحمه الله.
6-(الكرادمة ): وارضهم الطريه ومنهم زعماء تبع التنظيم قصفت بلادهم الطائرات الأمريكية وتفرقوا بين البيضاء ومارب وبقيت منهم قله

## حدود قبيلة العوابثة ومنازلهم في حضرموت
وادي العين ووادي عدم وخطم العوابثة :

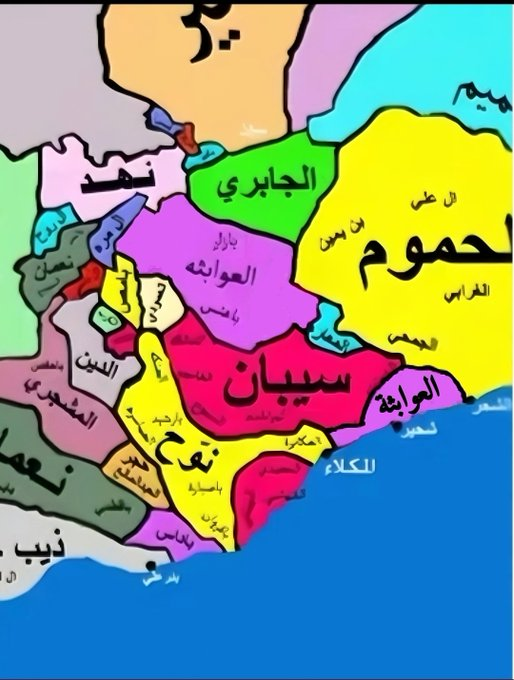
حدود قبيلة العوابثة في حضرموت

1- جنوبا : فيج حويره وضرك العادي الادواس الارض .
2- غربـا : ارض سيبان (الحالكه) القبيلة المجاورة من جهة جنوب بغرب سيبان (الحالكه ) الارض .
3- شرقا : ارض الجابري وجنوب بشرق وادي يوسن القبل المجاوره من جهة جنوب بشرق الجوهي والجابري الارض .
4- من الشمال قارة الجلده وطاران بوادي عدم والغار الاحمر وزير باشيبه
القبيلة المجاورة من جهة شمال بشرق قبيلة الجابري والقبيلة المجاورة من
جهة شمال بغرب قبيلة نهد وارض تابعه للعوابثة بوادي عمر بساه .
اما بخصوص الساحل فلتحديد عام :-
1-غــــربا : ثغر وادي فلك .
2- شـــرقا: سيلة سمعون بالشحر .
3- جـنوبا : البحر .
4- شمالا : الي مرتفعات الجبال

## حدود قبيلة العوابثة ومنازلهم في المهرة
إني أردف هذه المرة بأسماء الأودية التابعة لقبيلة العوابثة في أرض المهرة وهي أودية كبيرة ويسيل عليها أودية أخرى من مناطق بعيدة ، وهذا ما يستغربه كل من يؤرخ لمحافظة المهرة وهو أنه كيف للعوابثة وهم ليسو من المهرة أن تكون هذه الأودية والمساحات تحت إسم العوابثة والأعجب هو أن أراضي العوابثة تعتبر من حيث الموقع الجغرافي في قلب أرض المهرة ، والذي يحتاج إلى مزيد بحث وتمحيص خاصة معرفة الهجرة الكبرى للقبيلة إلى هذه البلاد وكيفية إستقرارها بين قبائل أخرى وفي أراضيهم. (الأسماء تبدو غريبة في النطق لأنها باللغة المهرية ولكنها معروفة في الجملة لا سيما أبناء محافظة المهرة):

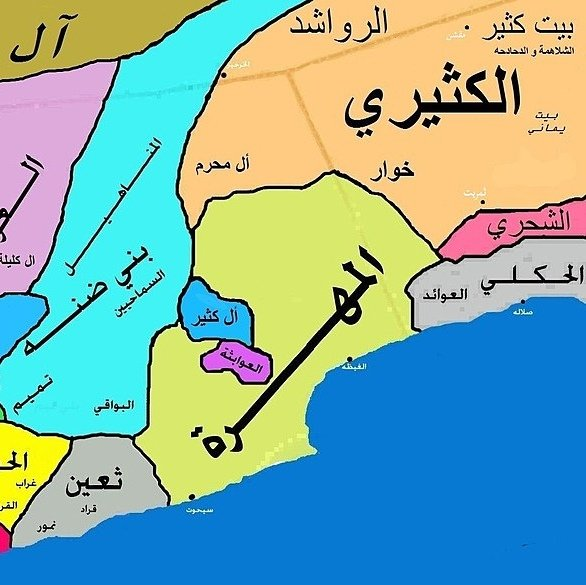
حدود قبيلة العوابثة في المهرة

1) ذا وطوب: ويسيل على أرض بلدة مرعيت - حاضرة العوابثة اليوم -
2) ذي جتود
3) شباليلة: وما يسيل عليه من أودية أخرى
4) جتادين: وما يسيل عليه من أودية أخرى
5) بال هيخي: وما يسيل عليه من أودية أخرى
6) ذا نمريتم: وما يسيل عليه من أودية أخرى
7) أقال/أقالات
8) هيثيل
9) مصافي
10) مفوردي
11) ذا مط
12) جنيتم
13) من الخالو
14) مغتيج
15) موتيج مصوّر
16) ذا مد
17) كتدين
18) ذا حورثيم: وهو وادٍ مشترك مع قبائل أخرى غير العوابثة

## إنظر أيضًا
- سلطنة ال عمر باعمر العوابثة

- المقدم سالم علي بلجبلي العوبثاني